# Gustave Singier
Gustave Singier, född 11 februari 1909 i Comines-Warneton, Belgien, död 5 maj 1984 i Paris, var en belgisk målare verksam i Frankrike.

## Biografi
Singier tillbringade sin barndom i det av Tyskland ockuperade Belgien, men flyttade till Frankrike 1919. Han började att måla redan vid 14 års ålder. År 1923 blev han intagen som student vid Boulleskolan, där han studerade fram till 1926. Från 1927 arbetade han som tecknare, med att skapa inredningsarkitektur och möbler fram till 1936.
År 1936 kom en vändpunkt i Singiers karriär som konstnär när han lärde känna konstnären Charles Walch, som uppmuntrade honom som målare. Han satte honom i kontakt med konstnärskretsar, som började att ställa ut Singiers arbeten på olika parisiska salonger.
Under andra världskriget blev Singier 1940 mobiliserad i den belgiska armén och skickades till Bagnols-on-Cèze efter den tyska invasionen av Belgien. Från 1941 till 1944 arbetade han i sin fars möbelfabrik. Samtidigt, år 1941, anslöt han sig till en grupp av unga konstnärer som visade sina arbete i utställningen "Vingt Peintres de tradition francaise" (Tjugo målare i den franska traditionen) på Braun Gallery, en utställning i strid med den nazistiska militära ockupationen.
I sin egen konstnärliga utövning hade Singier en lekfull, Klee-inspirerad abstrakt stil med rytmiskt placerade färgfläckar, som bl. a. blev förlagor till gobelänger och glasmosaikfönster i flera franska dominikanerkloster.

## Karriär
År 1945 var Singier en av de grundande medlemmarna i Salon de Mai. I likhet med många andra målare i hans generation upptäckte Singier, efter de allierades befrielsen av Västeuropa, Kandinskij, Klee, Mondrian och - genom dem - abstrakt konst.
År 1947 blev Singier naturaliserad fransk medborgare.
År 1949 hade han sin första separatutställning på Billiet-Caputo bildgalleri.
Från 1951 till 1954 undervisade han vid Académie Ranson, och 1967-78 på École nationale supérieure des Beaux-Arts.